# Raid Latécoère-Aéropostale

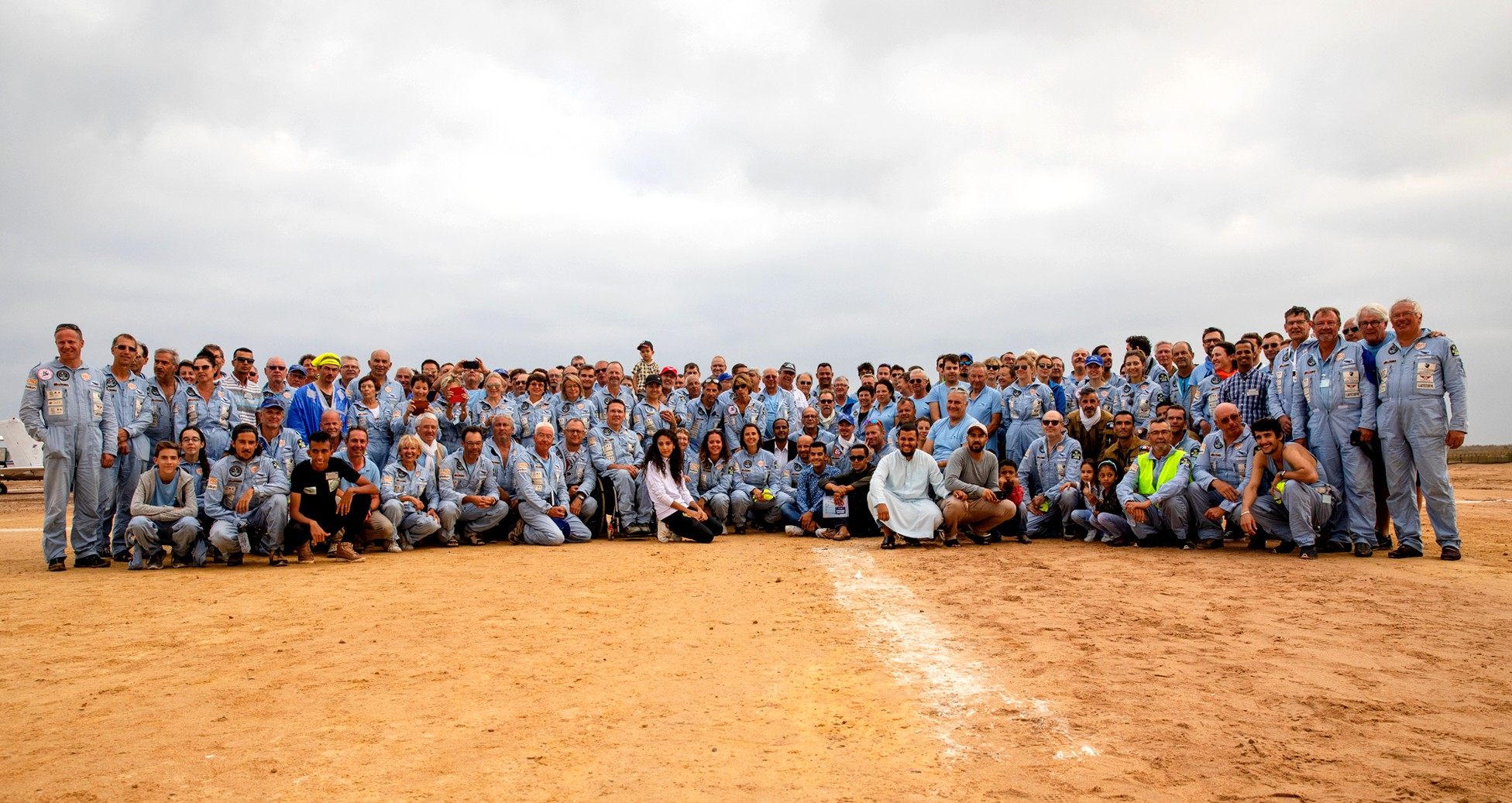
Piste en sable de Cap Juby (Tarfaya), où Saint-Exupéry a été chef d'escale en 1927 et 1928

Le Raid Latécoère-Aéropostale est un ensemble de voyages en avion réalisés chaque année par des passionnés, sur les trajets historiques des premières lignes aériennes créées par Pierre-Georges Latécoère puis la Compagnie générale aéropostale pour transporter du courrier.
Ces voyages ont pour objectifs :
- l'entretien de la mémoire des lignes Latécoère et de la Compagnie générale aéropostale
- le soutien des projets culturels et solidaires dans les pays traversés par les pionniers de l’aéropostale.

## Historique

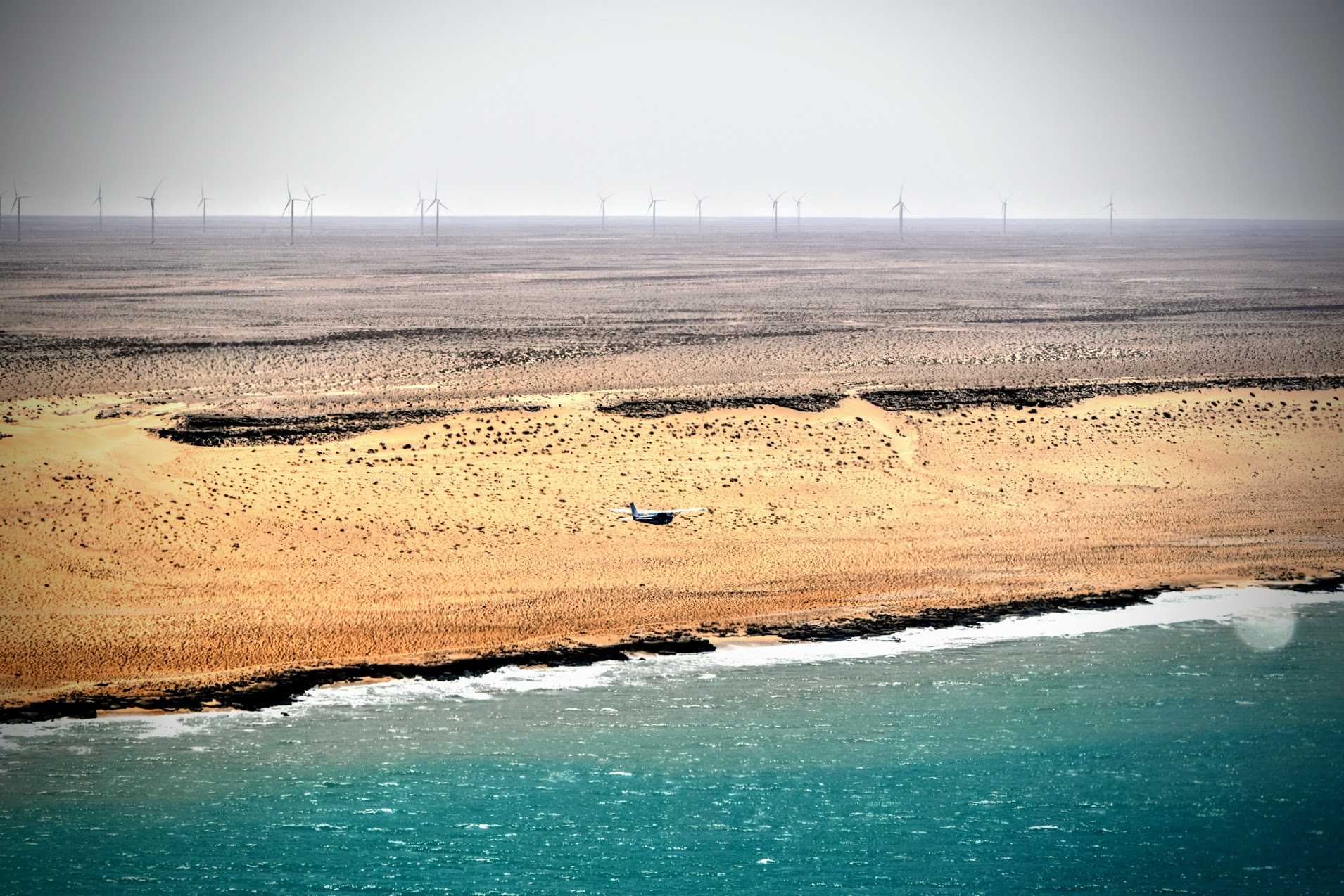
Survol des côtes du Sahara occidental

En 2008, année de fondation du projet sous la bannière « Raid Mémoire Latécoère », quatre avions relient Lézignan-Corbières à Ziguinchor en Casamance.
En 2010, quinze équipages s'engagent sur le parcours. L'armée de l'air sénégalaise était partenaire de l'évènement et devait participer aux étapes sénégalaises. Malheureusement le raid est interrompu en Espagne car un des avions s’est écrasé contre une montagne de la vallée de Baztan, faisant trois victimes,,.

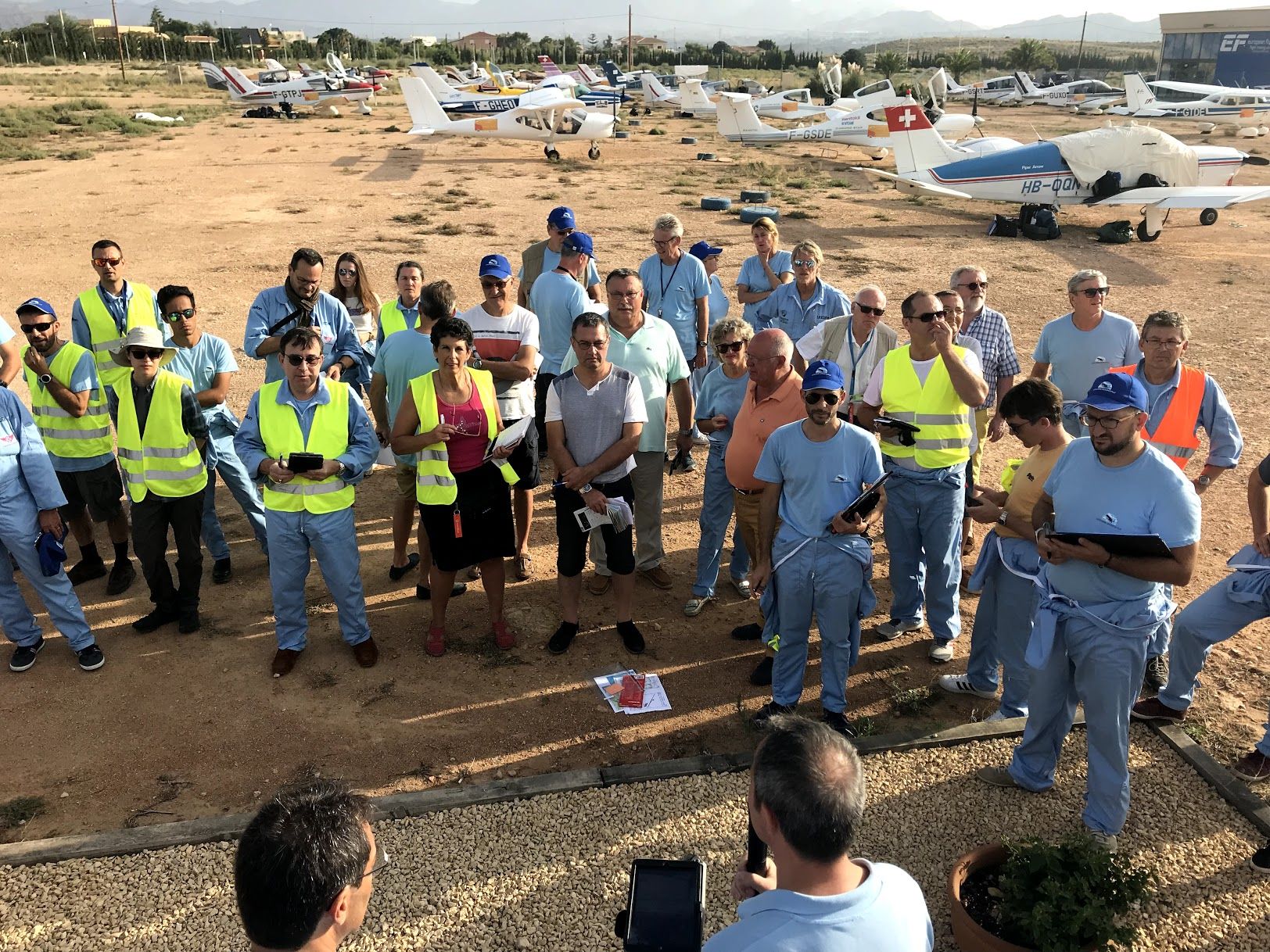
Briefing des équipages

En 2013, le Raid Latécoère s'envole en Amérique du Sud et à Madagascar. Cette présence sur les lignes de la Compagnie générale aéropostale amène une évolution du nom, qui devient « Raid Latécoère-Aéropostale ». Le raid s'arrête aussi en Mauritanie où les avions ne se posaient plus les années précédentes pour des raisons de sécurité.
2018 est l'année du centenaire de la création de la Ligne. En février, le raid se rend au Sénégal pour une cérémonie en présence du président de la République française Emmanuel Macron, à l'occasion du lancement symbolique du concours d’écriture sur les 100 ans de la Ligne Latécoère-Aéropostale : « L'Aérien pour relier la jeunesse ». En septembre soixante aéronefs prennent le départ à Toulouse, l'évènement est largement couvert par les médias,,,. Le Raid Latécoère-Aéropostale obtient les haut-patronages de nombreux chefs d’État et de la délégation française de l'UNESCO. Deux équipages de l'Armée de l'air accompagnent le la caravane. Un équipage Saint-Exupéry se pose à Tarfaya presque cent ans après Antoine de Saint-Exupéry,,.
En 2019, un accident a lieu en Espagne, dans la région d'Alicante, et un équipage de deux pilotes décède lors du crash de leur avion.
En 2020 l'ensemble des raids ont été annulés en raison de l'épidémie de Covid-19.
En 2021, seul le raid Patagonie a pu être organisé. Grâce à des conditions météo favorables, les participants, partis de Buenos Aires en novembre, sont parvenus à atteindre Ushuaïa.

## Projet aérien

### Escales africaines

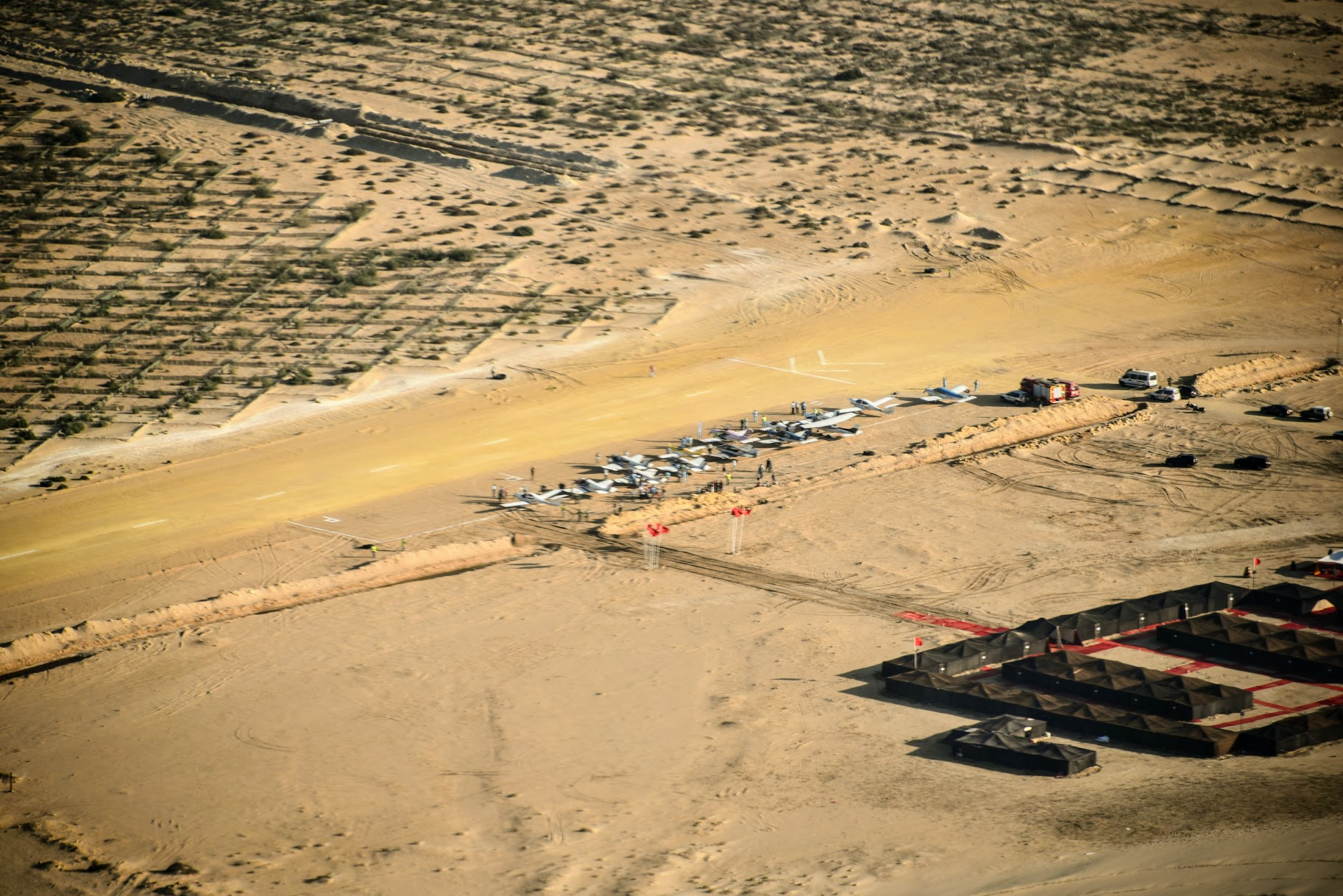
Piste de Cap Juby (Tarfaya)

Entre Toulouse et Dakar, le Raid Latécoère-Aéropostale commémore l'histoire de la première partie de la ligne, explorée et développée par Pierre-Georges Latécoère entre 1918 et 1923, en organisant deux voyages chaque année :
- le Raid dit « Maroc » en juin, entre Toulouse et Tarfaya
- le Raid dit « Afrique » en septembre, entre Toulouse et Dakar

### Escales sud-américaines

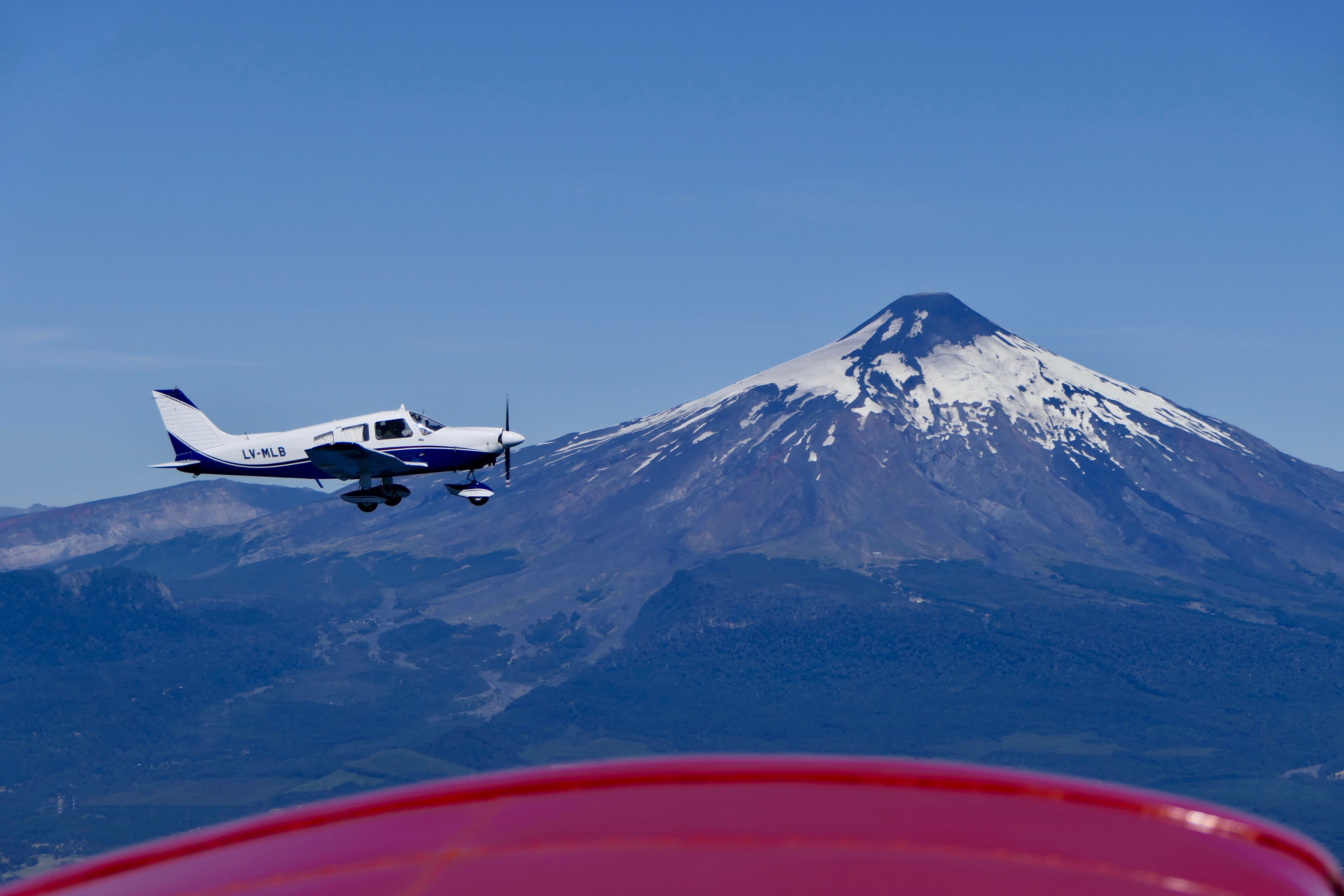
Survolant le volcan Villarrica (Chili)

Le développement du réseau sud-américain est essentiellement dû à Marcel Bouilloux-Lafont, banquier et investisseur au Brésil, qui racheta la ligne postale Toulouse-Saint-Louis du Sénégal et lui donna le nom de Compagnie générale aéropostale (plus connue sous le nom d'Aéropostale). Le Raid Latécoère-Aéropostale commémore l'histoire de cette partie de la ligne en organisant quatre parcours chaque année,, :
- le Raid dit « Chili » en février, entre Buenos Aires et Santiago
- le Raid dit « Patagonie et Cordillère» en avril, entre Buenos Aires et Ushuaïa
- le Raid dit « Brésil » en juillet, entre Buenos Aires et Natal
- le Raid dit « Altiplano » en octobre, entre Buenos Aires et l'Altiplano

## Projets solidaires et culturels
Le Raid Latécoère-Aéropostale souhaite entretenir la motivation humaniste des pionniers de l'aéronautique : « relier les Hommes par l'aérien ». Des projets solidaires et culturels sont réalisés le long de la ligne.

### Histoire de la ligne

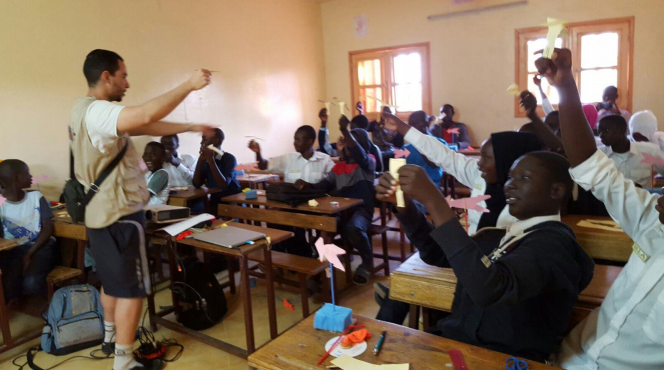
Cours d'initiation à l'aéronautique à Saint-Louis

- Diplôme et Certificat Latécoère : dans les escales de la Ligne, des cours sont organisés pour permettre à des jeunes de découvrir le milieu et les métiers de l’aéronautique[21],[22].
- Plaques commémoratives et « bancs de la liberté » sur la Ligne : mise en place de symboles dans les villes escales matérialisant le rôle de l’écrit dans le rapprochement des cultures[23].
- Exposition : réalisation d’une exposition itinérante « La Ligne, l’audace en héritage », inaugurée à Toulouse au musée l'Envol des pionniers[24].

### La Paix des Livres
L'association essaye de prolonger l’action des pionniers, en utilisant l’écrit pour le rapprochement des cultures des pays traversés par la Ligne.
- Messages de paix d’auteurs, écrivains, de personnalités, inspirés par cette phrase de Courrier sud, « la seule vérité est peut-être la paix des livres », sur leur vision de la culture, de la paix, et de ce que représente aujourd’hui l’aventure Latécoère-Aéropostale, rédigés à l’intention des jeunes de la Ligne et transportés par les avions des participants au raid. Le président Macron a lui-même déposé un message[25].
- « L'aérien pour relier la jeunesse » : concours d'écriture pour la jeunesse, co-organisé avec la Fondation Antoine de Saint-Exupéry pour la jeunesse (FASEJ), le Labo des histoires et les éditions Gallimard et parrainé par le chanteur Calogero[26],[27] A certaines escales, des enfants viennent déposer leur lettre ou dessin qui sont transportés par les avions du raid à un autre élève des écoles situées sur la Ligne[16],[28].
- Léo l'aviateur : édition et distribution de la bande dessinée Léo l’aviateur aux enfants des pays traversés par le raid[5],[29].

### Envolez-moi

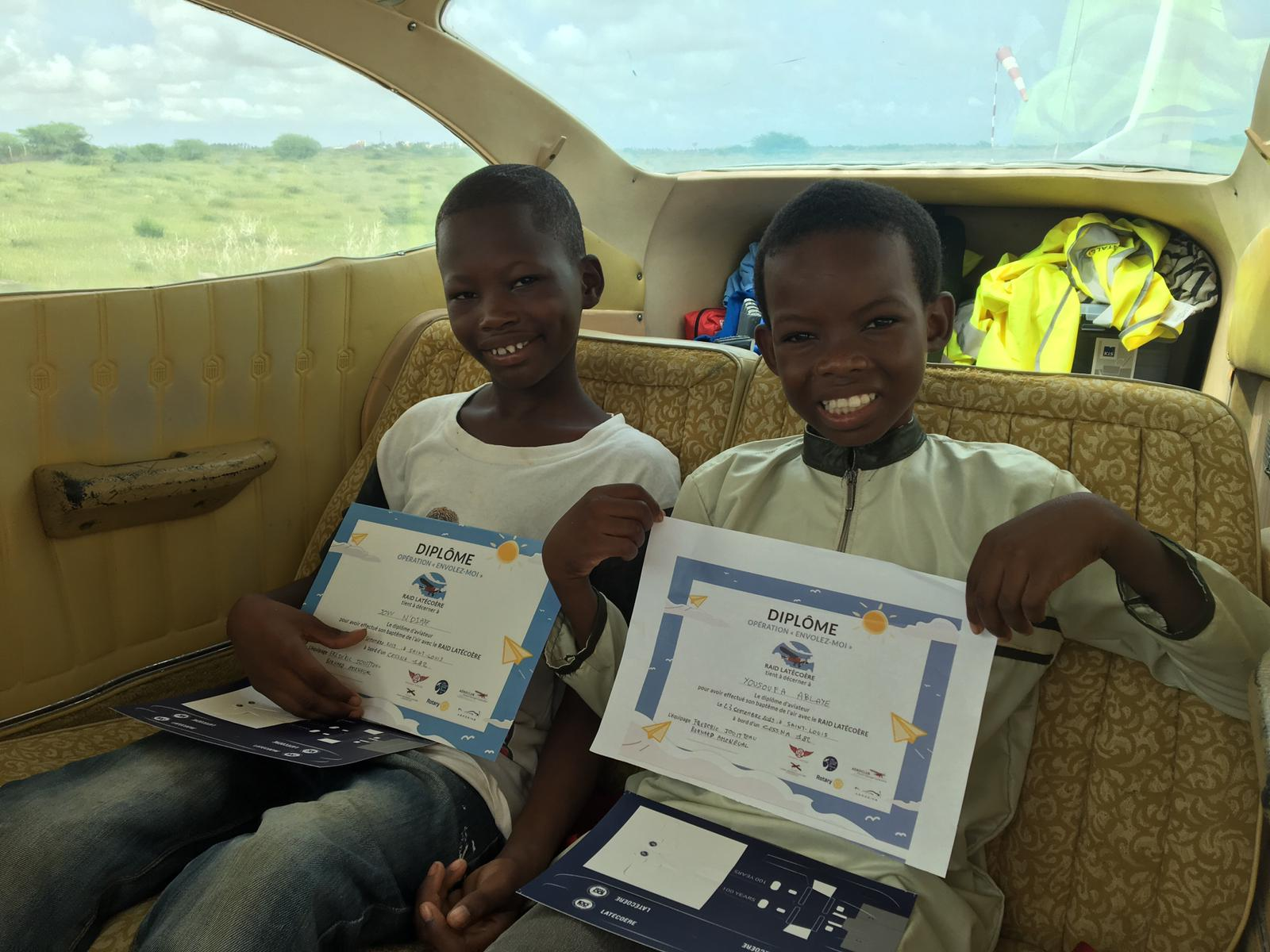
Baptêmes de l'air à Saint-Louis

- Baptêmes de l’air pour enfants : récompense d'un travail pédagogique avec les enseignants d'écoles situées le long de la ligne[30],[31],[32].
- Construction/réfection des écoles : Constructions et réfections de bâtiments scolaires. Créations et aménagements de bibliothèques[33],[34],[35].

### Prendre soin de sa planète
- Lutte contre le réchauffement climatique : compensation des émissions carbone en finançant une association pour replanter des arbres[36].
- Promotion des technologies et avions du futur : accueil d'avions innovants sur certaines de ses étapes (par exemple l'avion hybride Eraole[37]), conférences sur les énergies renouvelables (conférences SolarStratos à Perpignan[28], Marrakech et Saint-Louis[38]).
- Installations de panneaux solaires : équipement en panneaux solaires de l’école Sidi N’Diaye à Saint-Louis du Sénégal[39].

## Liste des parrains et marraines
- 2011 : Catherine Maunoury[40]
- 2014 : Claude « Coco » Bessière[41]
- 2015 : Dorine Bourneton[42]
- 2016 : Alain Bernard[43]
- 2017 : Fred Fugen
- 2018 : Raphaël Domjan[9],[11],[44]
- 2019 : Bertrand Piccard
- 2020 & 2021 : Gérard Feldzer
- 2022 : Pierre Laétécoère